# Opistophthalmus fuscipes
Espèce
Opistophthalmus fuscipes est une espèce de scorpions de la famille des Scorpionidae.

## Distribution
Cette espèce est endémique du Cap-Occidental en Afrique du Sud. Elle se rencontre vers Tulbagh

## Description
Le mâle syntype mesure 74 mm et la femelle syntype 85 mm.

## Systématique et taxinomie
Cette espèce a été décrite par Purcell en 1898. En 1899, il la considère comme une sous-espèce d'Opistophthalmus capensis. Elle est élevée au rang d'espèce par Prendini en 2001.

## Publication originale
- Purcell, 1898 : Descriptions of new South African scorpions in the collection of the South African Museum. Annals of the South African Museum, vol. 1, p. 1–32 (texte intégral).